# Travnik
Travnik (Cyrillic: Травник) là một thành phố và khu tự quản trong trung tâm Bosna và Hercegovina, 90 km về phía Tây của Sarajevo. Nó là thủ phủ của Tổng Trung Bosnia. Travnik có khoảng 27.000 cư dân, với vùng đô thị có dân số gần 70.000 người. Nó nổi tiếng là thành phố thủ đô của các thống đốc của Bosnia từ 1697 đến 1850, và có một di sản văn hóa có niên đại từ thời gian đó.

## Địa lý và khí hậu
Travnik nằm gần trung tâm địa lý của Bosna và Hercegovina. Sông Lašva chảy qua thành phố, chảy từ phía tây sang phía đông trước khi vào Bosna. Travnik chính nó được xây dựng trong thung lũng sông lớn Lašva, kết nối Bosna thung lũng sông ở phía đông với sông Vrbas thung lũng ở phía tây.
Travnik có độ cao 514 mét trên mực nước biển. Đặc điểm địa lý nổi bật của là ngọn núi Vilenica và Vlasic. Vlasic, đặt tên là sau khi Vlachs, là một trong những ngọn núi cao nhất trong cả nước với độ cao 1.933 mét.
Travnik có khí hậu lục địa, nằm giữa biển Adriatic ở phía nam và Pannonia về phía bắc. Nhiệt độ mùa hè trung bình là 18,2 °C (64,8 °F). Nhiệt độ mùa đông trung bình mặt khác là một lạnh 0,5 °C (33 °F). Có tuyết rơi trong Travnik mỗi năm.